# Knjižnica Laško
Knjižnica Laško je osrednja splošna knjižnica s sedežem na Aškerčevemu trgu 4 (Laško); ustanovljena je bila leta 1996.
Ima dislocirane enote: Radeče, Rimske Toplice, Zidani most, Šentrupert in  Jurklošter.